# Puliciphora puerilis
Puliciphora puerilis är en tvåvingeart som först beskrevs av Becker 1908.  Puliciphora puerilis ingår i släktet Puliciphora och familjen puckelflugor. Inga underarter finns listade i Catalogue of Life.